# El Crucero, Omitlán de Juárez
El Crucero är en ort i Mexiko.   Den ligger i kommunen Omitlán de Juárez och delstaten Hidalgo, i den sydöstra delen av landet, 100 km nordost om huvudstaden Mexico City. El Crucero ligger 2 393 meter över havet och antalet invånare är 180.
Terrängen runt El Crucero är lite bergig. Runt El Crucero är det ganska tätbefolkat, med 93 invånare per kvadratkilometer. Närmaste större samhälle är Pachuca de Soto, 13,9 km sydväst om El Crucero. I omgivningarna runt El Crucero växer i huvudsak blandskog.